# Daniec
Daniec (dodatkowa nazwa w j. niem. Danietz) – wieś w Polsce, położona w województwie opolskim, w powiecie opolskim, w gminie Chrząstowice.

## Historia
Pierwsza wzmianka o Dańcu pochodzi z 1297 roku. Biskup wrocławski, Jan III ustanowił wtedy parafię raszowską, do której przyłączono między innymi wieś Mokrodaniecz.
W 1312 roku miejscowość, obejmująca 30 łanów flamandzkich, została przez księcia Bolesława Opolskiego nadana Albertowi Barchowi w podzięce za jego wierną służbę rycerską. Mieszkańcy Dańca zajmowali się bartnictwem oraz paleniem smoły.
W Dańcu funkcjonowały dwa młyny wodne – na rzece Suchej (nieistniejący) oraz Młyn Niemiecki, na rzece Jemielnicy. Ten drugi był jednym z największych na Śląsku. W jego pobliżu znajdowały się dodatkowo tartak i papiernia.

### Plebiscyt
Do głosowania podczas plebiscytu uprawnionych było w Dańcu 716 osób, z czego 596, ok. 83,2%, stanowili mieszkańcy (w tym 596, ok. 83,2% całości, mieszkańcy urodzeni w miejscowości). Oddano 709 głosów (ok. 99,0% uprawnionych), w tym 709 (100%) ważnych; za Niemcami głosowało 397 osób (ok. 56,0%), a za Polską 312 osób (ok. 44,0%). 19 maja 1936 r. w miejsce nazwy Danietz wprowadzono nazwę Bergdorf. 12 listopada 1946 r. nadano miejscowości polską nazwę Daniec.

### Demografia
| Rok                | 1933 | 1939 | 2006 | 2009 |
| Liczba mieszkańców | 1266 | 1279 | 1400 | 1266 |

## Administracja
| Część miejscowości | SIMC    | Status prawny                           | Forma dopełniaczowa | Forma przymiotnikowa | Współrzędne                                | Nazwa niemiecka |
| ------------------ | ------- | --------------------------------------- | ------------------- | -------------------- | ------------------------------------------ | --------------- |
| Golczów            |         | nadana 1 października 1948 r./zniesiona | Golczowa            | golczowski           |                                            | Golschmühle     |
| Kolonia            | 0492598 | obowiązująca                            |                     |                      | 50°37′44″N 18°08′34″W/50,628889 -18,142778 |                 |